# Лэчан
Лэча́н (кит. упр. 乐昌, пиньинь Lèchāng) — городской уезд городского округа Шаогуань провинции Гуандун (КНР).

## История
В эпоху Южных и северных династий, когда эти места находились в составе южной империи Лян, в 508 году из уезда Цюйцзян был выделен уезд Лянхуа (梁化县). После объединения китайских земель в составе империи Суй уезд Лянхуа был в 598 году переименован в Лэчан (乐昌县).
В 1950 году был образован Специальный район Бэйцзян (北江专区), и уезд вошёл в его состав. В 1952 году Специальный район Бэйцзян был расформирован, и был образован Административный район Юэбэй (粤北行政区). В конце 1955 года было принято решение о расформировании Административного района Юэбэй, и в 1956 году был создан Специальный район Шаогуань (韶关专区), при этом на стыке уездов Цюйцзян, Жуюань (乳源县) и Лэчан был создан Шаобянь-Яоский автономный уезд (韶边瑶族自治县). В 1959 году уезд Жуюань и Шаобянь-Яоский автономный уезд были присоединены к уезду Лэчан.
Постановлением Госсовета КНР от октября 1963 года из уезда Лэчан был выделен Жуюань-Яоский автономный уезд. 
В 1970 году Специальный район Шаогуань был переименован в Округ Шаогуань (韶关地区). В 1983 году округ Шаогуань был преобразован в городской округ.
28 апреля 1994 года уезд Лэчан был преобразован в городской уезд.

## Административное деление
Городской уезд делится на 1 уличный комитет, 16 посёлков и 2 местных комитета (办事处).

## Транспорт
- Автомагистраль Лэчан — Гуанчжоу[англ.] (G0423)